# Municipalité de Chișinău
La municipalité de Chișinău est une municipalité de la république de Moldavie. En 2014, sa population était de 469 402 habitants.
Elle englobe plusieurs villes :
- Chișinău (la capitale de la république de  Moldavie)
- Codru
- Cricova
- Ciorescu
- Durlești
- Sîngera
- Vadul lui Vodă
- Vatra

et quelques zones rurales.

## Démographie
| Groupe ethnique      | %    |
| -------------------- | ---- |
| Moldaves et Roumains | 81,7 |
| Russes               | 9,3  |
| Ukrainiens           | 5,9  |
| Gagaouzes            | 1,3  |
| Bulgares             | 1,1  |
| Autres               | 0,7  |
| Roms                 | 0,1  |